# Paul Feyder
Pour les articles homonymes, voir Feyder.
Paul Louis Marie Édouard Frédérix dit Paul Feyder, né le 18 avril 1922 à Paris (7e), ville il est mort dans le 13e arrondissement le 16 décembre 1999, est un assistant réalisateur et réalisateur français.

## Biographie
Paul Feyder, fils de Jacques Feyder et de Françoise Rosay, a travaillé essentiellement comme assistant réalisateur pendant près de 40 ans.
Il a coréalisé, avec le journaliste et photographe britannique Robert Freeman, le long métrage La Promesse, qui est sorti en 1969.

## Filmographie

### Réalisateur
- 1969 : La Promesse (coréalisateur : Robert Freeman)

### Assistant réalisateur
- 1947 : La Fleur de l'âge de Marcel Carné
- 1948 : Dédée d'Anvers de Yves Allégret
- 1949 : Une si jolie petite plage d'Yves Allégret
- 1949 : Monseigneur de Roger Richebé
- 1950 : Manèges d'Yves Allégret
- 1950 : La Ronde de Max Ophüls
- 1950 : La Valse de Paris de Marcel Achard
- 1952 : Les 7 péchés capitaux, de Jean Dréville (La Paresse)
- 1954 : L'Amour d'une femme de Jean Grémillon
- 1956 : Et Dieu… créa la femme de Roger Vadim
- 1956 : En effeuillant la marguerite de Marc Allégret
- 1958 : Les Bijoutiers du clair de lune de Roger Vadim
- 1957 : Ariane (Love in the Afternoon) de Billy Wilder
- 1959 : Douze Heures d'horloge de Géza von Radványi
- 1960 : Le Grand Risque de Richard Fleischer
- 1961 : Aimez-vous Brahms… d'Anatole Litvak
- 1961 : Le cave se rebiffe de Gilles Grangier
- 1962 : Le Couteau dans la plaie d'Anatole Litvak
- 1964 : Deux têtes folles de Richard Quine
- 1965 : Lady L de Peter Ustinov
- 1966 : Comment voler un million de dollars de William Wyler
- 1969 : L'Arbre de Noël de Terence Young
- 1971 : Les Assassins de l'ordre de Marcel Carné
- 1973 : Les Gaspards de Pierre Tchernia
- 1973 : Far West de Jacques Brel
- 1975 : Guerre et Amour de Woody Allen
- 1977 : Bobby Deerfield de Sydney Pollack
- 1980 : Le Complot diabolique du docteur Fu Manchu de Piers Haggard
- 1981 : Condorman de Charles Jarrott
- 1984 : Les Voleurs de la nuit de Samuel Fuller